# Untere Nahe
Koordinaten: 49° 54′ 23″ N, 7° 54′ 35″ O

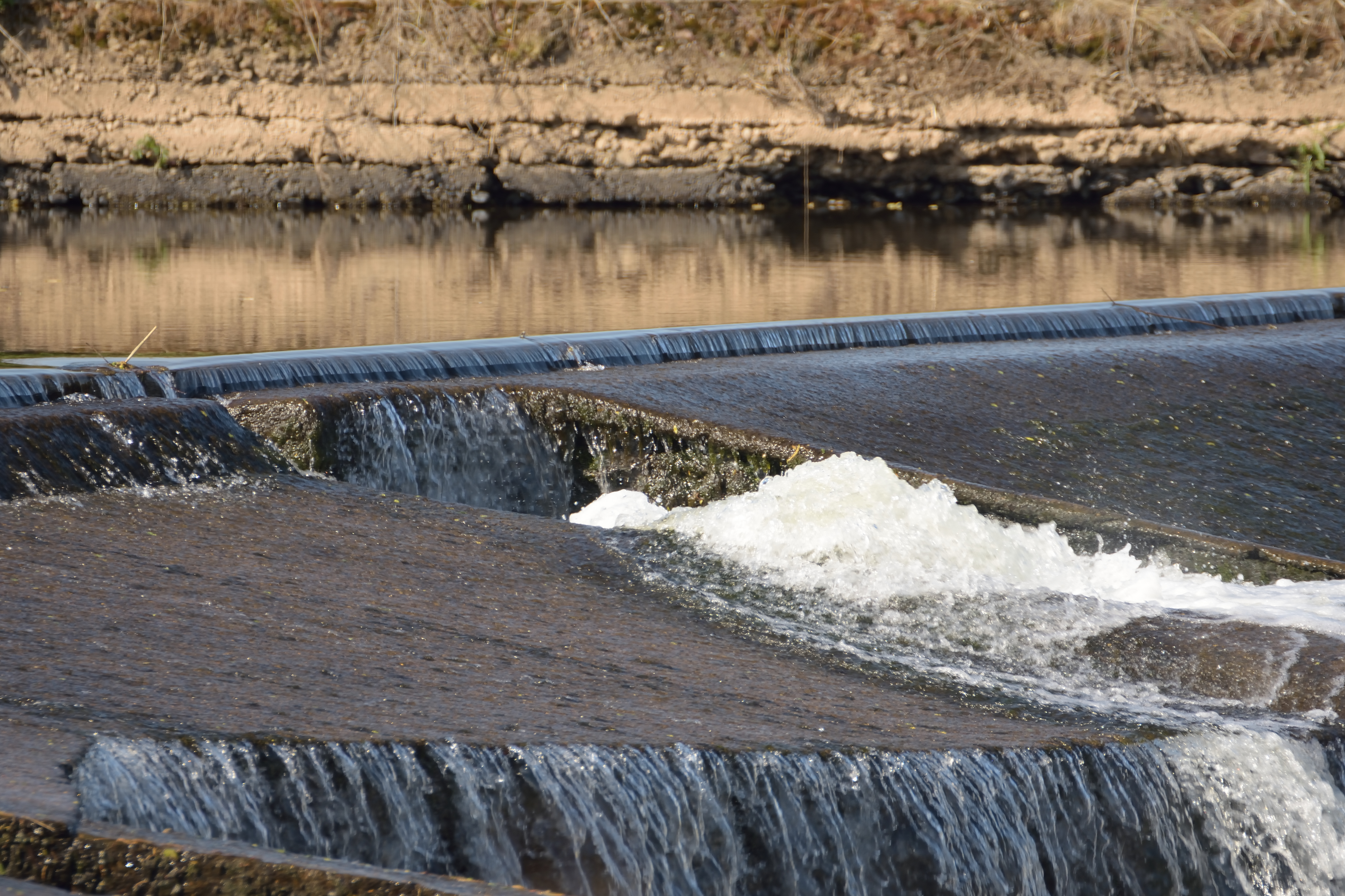
Naturschutzgebiet Untere Nahe

Das Naturschutzgebiet Untere Nahe ist das größte Naturschutzgebiet im Landkreis Bad Kreuznach in Rheinland-Pfalz. Das 246 ha große Gebiet, das mit Verordnung vom 17. Oktober 1983 unter Naturschutz gestellt wurde, erstreckt sich entlang der Nahe zwischen den Städten Bingen im Norden und Bad Kreuznach im Süden. Unweit westlich verläuft die B 427, die A 61 kreuzt das Gebiet zwischen Dietersheim und Sponsheim in West-Ost-Richtung.